# Fábio Lopes
Fábio Lopes (sinh ngày 24 tháng 5 năm 1985) là một cầu thủ bóng đá người Brasil.

## Sự nghiệp câu lạc bộ
Fábio Lopes đã từng chơi cho Cerezo Osaka.

## Thống kê câu lạc bộ

### J.League
| Đội          | Năm       | J.League | J.League | J.League Cup | J.League Cup | Tổng cộng | Tổng cộng |
| Đội          | Năm       | Trận     | Bàn      | Trận         | Bàn          | Trận      | Bàn       |
| ------------ | --------- | -------- | -------- | ------------ | ------------ | --------- | --------- |
| Cerezo Osaka | 2011      | 14       | 1        | 1            | 1            | 15        | 2         |
| Tổng cộng    | Tổng cộng | 14       | 1        | 1            | 1            | 15        | 2         |